# Pavel Tigrid
Pavel Tigrid (né le 27 octobre 1917 à Prague et mort le 31 août 2003 à Héricy) est un écrivain, journaliste et militant politique tchèque.

## Biographie
Pavel Tigrid est né en 1917 dans une famille juive assimilée. Il est apparenté aux écrivains Antal Stašek (cs) et Ivan Olbracht.
À la fin des années 1930, il fait des études de droit à l'université Charles de Prague.
Il s'intéresse aussi au théâtre et la littérature (fondateur de l'association Mladé Divadelní kolektiv et éditeur de Studentský Časopis).
En 1939, il s'enfuit à Londres où il est d'abord manutentionnaire et serveur, puis il collabore aux émissions en tchèque de la BBC. Il écrit dans divers magazines, notamment Kulturní zápisník (publié en tchèque et slovaque et en anglais) et Review 42 (en anglais).
À son retour à Prague, il travaille au ministère des Affaires étrangères, et de 1946 à 1948 dans la presse du Parti populaire tchécoslovaque (démocrate-chrétien) : Lidová demokracie, Obzory et l'hebdomadaire Vývoj, dont il est rédacteur en chef.
Après le coup de Prague de février 1948, il s'installe en Allemagne de l'Ouest. En 1950-1951, il contribue à créer Radio Free Europe et en dirige les émissions à destination de la Tchécoslovaquie en 1951-1952. De 1952 à 1960 il vit aux États-Unis, avant de s'établir à Paris.
En 1956 il fonde le magazine trimestriel Svědectví (Témoignage), rédigé en tchèque et en slovaque, imprimé d'abord aux États-Unis, puis de 1960 à 1989 en France ; le dernier numéro est publié en 1990 en Tchécoslovaquie. Avec son accord, de jeunes Tchèques ayant fui leur pays après 1968 mettent en place un réseau clandestin qui sous couvert de voyages touristiques (en particulier sous couvert de l’association France Tchécoslovaquie, d'obédience communiste et donc à son insu) apportait matériel de reprographie, livres interdits dans le pays et argent liquide destinés à l’opposition politique.
Il est un des principaux porte-paroles idéologiques et politiques des exilés tchécoslovaques après le 25 février 1948 et après la normalisation qui a suivi le Printemps de Prague.
Après la révolution de velours, il revient en Tchécoslovaquie. De décembre 1989 à 1992 il est dans l'entourage de Václav Havel devenu président de la République comme conseiller puis il devient ministre tchèque de la Culture (1994-1996). En 1996, il échoue aux élections sénatoriales. En 1997-1998 il est conseiller du président de la République tchèque pour les relations tchéco-allemandes.
Il revient ensuite en France où il meurt en 2003.
Il est l'auteur de nombreux articles de presse, essais, pièces, émissions de radio et livres.

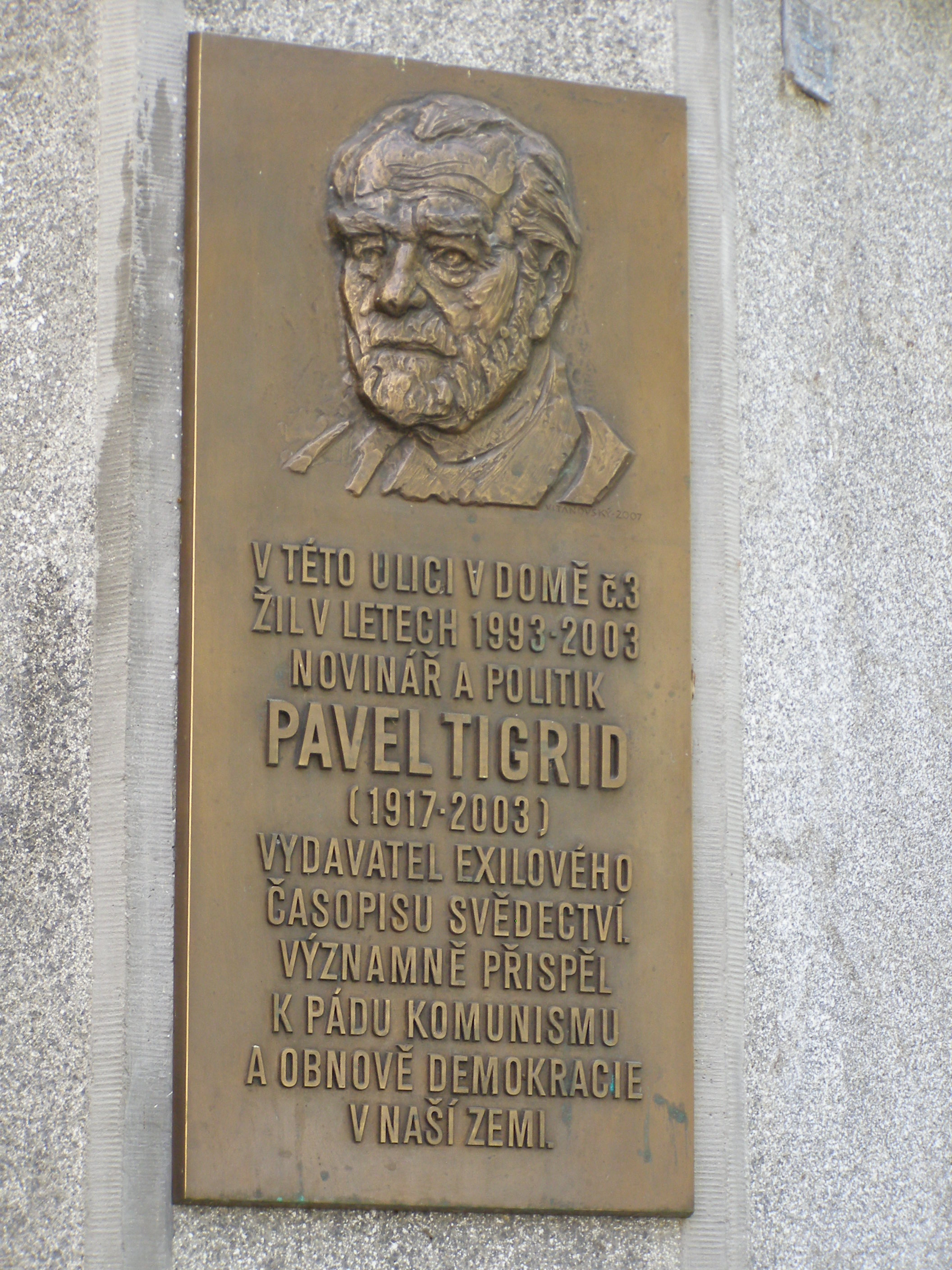
Plaque pour P. Tigrid in Prague

Son épouse Ivana, décédée en juin 2008 à 82 ans, avait été pendant 6 décennies sa fidèle collaboratrice•.

## Distinctions
- En 1992, il est décoré de la Légion d'honneur
- En 1993, un doctorat honoris causa lui est décerné par l'université Charles de Prague.
- En 1995 il reçoit la grand-croix de l'ordre de Tomáš Garrigue Masaryk (cs)
- en 2000, il reçoit la croix de grand officier de l'ordre du Mérite de la République fédérale d'Allemagne.